# Byrsonima obversa
Byrsonima obversa là một loài thực vật có hoa trong họ Malpighiaceae. Loài này được Miq. mô tả khoa học đầu tiên năm 1851.